# Palais Pisani Gritti
Le palais Pisani-Gritti est un palais vénitien situé dans le sestiere de San Marco, et donnant sur le Grand Canal, en face de la basilique Santa Maria della Salute.

## Histoire
Le palais remonte au XIVe siècle, lorsqu'il a été conçu comme un bâtiment de trois étages. La façade est le résultat de plusieurs changements du XVIe siècle, contemporains aux fresques commandées à Giorgione pour la façade sur le canal, malheureusement perdues (similaires à celles de la Fontego dei Tedeschi).

### Reconstructions
Au XIXe siècle le palais a été surélevé d'un étage. Au XXe siècle il a été adapté pour accueillir un hôtel de luxe, avec l'actuelle terrasse du premier étage construite sur le canal.

## Description
Le palais Pisani est un bâtiment de quatre étages, de style gothique, dont les caractéristiques sont les ouvertures en ogive. 